# Фрюауф, Рюланд Младший
Рюланд Фрюауф Младший (нем. Rueland Frueauf der Jüngere, англ. Rueland Frueauf the Younger; около 1470, Зальцбург — 1547, Пассау) — немецкий позднеготический и ренессансный художник, представитель Дунайской школы живописи.

## Биография
Фрюауф родился в Зальцбурге, но затем переехал в Пассау, где жил и работал до конца своей жизни. В целом все его работы представляют собой алтари и фрески для местных церквей. Отец художника, Рюланд Фрюауф Старший, тоже был художником.
Ранние работы (Распятие, 1496) все еще представляют собой примеры позднеготического стиля. Но затем художник подходит в своей манере ближе к ренессансному представлению.
Одним из самых важных и известных произведений художника является алтарь св. Леопольда (1505 г.). Это одна из первых работ в немецком искусстве, где пейзажу уделено настолько пристальное внимание по сравнению с фигурами.

## Галерея
- Нахождение покрова, Алтарь св. Леопольда (1505, Stiftsmuseum, Клостернойбург)
- Выезд верхом св. Леопольда, Алтарь св. Леопольда (1505, Stiftsmuseum, Клостернойбург)
- Постройка монастырской церкви, Алтарь св. Леопольда (1505, Stiftsmuseum, Клостернойбург)
- Охота на кабана, Алтарь св. Леопольда (1505, Stiftsmuseum, Клостернойбург)